# フェルミ液体論
フェルミ液体論（またはランダウ-フェルミ液体論）とは、
相互作用するフェルミ粒子の理論的モデルであり、多くの金属における十分に低温での標準状態を記述する。 
ここで多体系の粒子間の相互作用は小さい必要はない。
フェルミ液体の現象論は1956年にソビエトの物理学者レフ・ランダウによって導入され、後にアレクセイ・アブリコソフとアイザック・カラトニコフがファインマン・ダイアグラムを用いた摂動論によって発展させた。
フェルミ液体論は、なぜ相互作用するフェルミ粒子系のいくつかの性質がフェルミ気体（相互作用しないフェルミ粒子）と非常に似ており、なぜその他の性質は異なっているのかを説明する。
フェルミ液体論が適用された重要な例として、金属中の電子や液体ヘリウム3が挙げられる。
液体ヘリウム3は、（超流動にはならない程度の）低温ではフェルミ液体である。
ヘリウム3はヘリウムの同位体であり、単位原子中に2つの陽子、1つの中性子、2つの電子を持つ。
よって原子核の中に奇数個のフェルミ粒子があるため、原子自身はフェルミ粒子である。
（超伝導体ではない）通常の金属中の電子や、原子核中の核子（陽子と中性子）もフェルミ液体である。
ルテニウム酸ストロンチウムは、強相関物質であるがフェルミ液体のいくつかの性質を示し、クプラートのような高温超伝導体と比較される。

## 記述
ランダウ理論の背後にある考えは、「断熱性」の概念と排他原理である 。
相互作用しないフェルミ粒子系（フェルミ気体）に相互作用をゆっくりと入れていくと仮定する。
ランダウは、このような状況でのフェルミ気体の基底状態は、相互作用する系の基底状態へ断熱的に変換すると主張した。
パウリの排他原理によると、フェルミ気体の基底状態{\displaystyle \Psi _{0}}は運動量が{\displaystyle p<p_{F}}を満たす状態を全て占有するフェルミ粒子から成り、それ以上の運動量をもつ状態は占有されていない。
相互作用が入ると、占有状態のフェルミ粒子のスピン、電荷、運動量は変わらないままであるが、一方でそれらの質量、磁気モーメントなどのダイナミカルな性質は「繰り込まれて」新しい値となる。
このように、フェルミ気体系の素励起とフェルミ液体系は１対１対応にある。
フェルミ液体論において、これらの励起は「準粒子」と呼ばれる。
ランダウの準粒子は長寿命の励起であり、寿命{\displaystyle \tau }は{\displaystyle {\frac {\hbar }{\tau }}\ll \epsilon _{p}}を満たす。
ここで{\displaystyle \epsilon _{p}}は（フェルミエネルギーを基準とする）準粒子のエネルギーである。
有限温度では、{\displaystyle \epsilon _{p}}は熱エネルギー{\displaystyle k_{B}T}のオーダーであり、ランダウ準粒子の条件は{\displaystyle {\frac {\hbar }{\tau }}\ll k_{B}T}と書き直すことができる。この系のグリーン関数は（極付近では）次のように書ける。
{\displaystyle G(\omega ,p)\approx {\frac {Z}{\omega +\mu -\epsilon (p)}}}
ここで{\displaystyle \mu }は化学ポテンシャル、 {\displaystyle \epsilon (p)}は与えられた運動量状態に対応するエネルギーである。{\displaystyle Z}は準粒子留数（quasiparticle residue）と呼ばれ、フェルミ液体論の特性を表す。
系のスペクトル関数はARPESで測定でき、（低い励起の極限で）次のように書ける。
{\displaystyle A({\vec {k}},\omega )=Z\delta (\omega -v_{F}k_{\|})}
ここで{\displaystyle v_{F}}はフェルミ速度である。
物理的には、伝播するフェルミ粒子は周囲と相互作用して「衣を着た(dressed)」フェルミ粒子としてふるまい、有効質量やその他のダイナミカルな性質が変わると言える。
これらの「衣を着た」フェルミ粒子を「準粒子」と考える。
フェルミ液体のその他の重要な性質は、電子との散乱断面積と関係している。
フェルミ面より上にエネルギー{\displaystyle \epsilon _{1}}をもつ電子が、エネルギー{\displaystyle \epsilon _{2}}のフェルミの海の粒子によって散乱されると仮定する。
パウリの排他原理により、散乱後の2つの粒子のエネルギーはフェルミ面より上にある{\displaystyle \epsilon _{3},\epsilon _{4}>\epsilon _{F}}。
ここで最初の電子がフェルミ面に非常に近いエネルギー{\displaystyle \epsilon \approx \epsilon _{F}}を持っていたと仮定する。
すると{\displaystyle \epsilon _{2},\epsilon _{3},\epsilon _{4}}もフェルミ面に非常に近くなければならない。
これにより散乱後の可能な状態の相空間体積は小さくなり、よってフェルミの黄金律より散乱断面積はゼロに近づく。
よってフェルミ面での粒子の寿命は無限大に近づくと言える。

## フェルミ気体との類似性
フェルミ液体と相互作用しないフェルミ気体とは、以下のような定性的な類似性がある。
低温で低励起エネルギーである系のダイナミクスと熱力学は、相互作用しないフェルミ粒子を、相互作用する準粒子（元々の粒子と同じスピン・電荷・運動量を持つ）に置き換えることで記述できる。
これらは物理的には、運動が周囲の粒子によって妨げられる粒子であり、逆にこれら自身は周囲の粒子をかき乱すと考えられる。
相互作用する系においてそれぞれの多粒子励起状態は、相互作用しない系と同じように全ての占有される運動量状態の一覧として記述される。
その結果フェルミ液体の熱容量などの量は、定性的にフェルミ気体と同じようにふるまう（たとえば熱容量は温度に比例する）。

## フェルミ気体との違い
相互作用しないフェルミ気体とは以下の違いがある。

### エネルギー
多粒子系のエネルギーは、全ての占有状態の１粒子エネルギーを単純に足し合わせたものにはならない。
その代わり
状態{\displaystyle k}の占有数変化{\displaystyle \delta n_{k}}によるエネルギーの変化は、{\displaystyle \delta n_{k}}についての線形項と二次項を含んでいる。
フェルミ気体では線形項{\displaystyle \delta n_{k}\epsilon _{k}}のみとなる。ここで{\displaystyle \epsilon _{k}}は１粒子エネルギーである。
線形項の寄与は繰り込まれた１粒子エネルギーに対応しており、粒子の有効質量の変化などを含んでいる。
二次項は、準粒子間のある種の「平均場」相互作用に対応し、いわゆるランダウのフェルミ流体パラメータによってパラメータ化され、フェルミ液体での密度振動（やスピン密度振動）のふるまいを決定する。
これらの平均場相互作用は準粒子の散乱（異なる運動量状態間の遷移）を引き起こさない。
相互作用するフェルミ流体の質量の繰り込みは、第一原理多体計算によって求めることができる。
２次元均一電子気体において、GW計算と量子モンテカルロ法が繰り込まれた準粒子有効質量の計算に用いられている。

### 比熱と圧縮率
比熱・圧縮率・スピン感受率などの量は、定性的なふるまい（温度依存性など）はフェルミ気体と同じだが、その大きさは（時に大きく）変わる。

### 相互作用
平均場相互作用に加えて、準粒子間のいくつかの弱い相互作用が残り、準粒子間の散乱を引き起こす。
よって準粒子の寿命は有限となる。
しかしフェルミ面上の十分に低いエネルギーでは寿命は非常に長くなり、（周波数で表される）励起エネルギーと寿命の積は１より遥かに大きくなる。
この意味で、準粒子のエネルギーはよく定義されている。
（逆の極限では、エネルギーのよく定義されることを不確定性原理が妨げることになる。）

### 構造
「裸の」粒子のグリーン関数は、（準粒子とは対照的に）フェルミ気体のグリーン関数（この場合、与えられた運動量での周波数空間のグリーン関数は、それぞれの１粒子エネルギーでのデルタ関数である）と似ている。
状態密度でのデルタ関数は幅を持ち、その幅は準粒子の寿命で与えられる。
また準粒子のグリーン関数とは対照的に、その重み（周波数にわたる積分）は準粒子の重み因子{\displaystyle 0<Z<1}によって抑制される。
全重みの剰余は幅広い「インコヒーレントバックグラウンド」にあり、短い時間スケールでのフェルミ粒子への相互作用の強い効果に相当する。

### 分布
零度での運動量状態にわたる粒子の分布は、準粒子とは対照的に、フェルミ面で不連続であるが１から０に落ちるわけではなく、段差は{\displaystyle Z}だけである。

### 電気抵抗率
金属における低温での抵抗率は、電子-電子散乱とウムクラップ散乱との組み合わせで支配される。
フェルミ液体では、この機構による抵抗率は{\displaystyle T^{2}}で変化する。
これは格子との組み合わせからのみ生じるにもかかわらず、（比熱の線形な温度依存性と共に）フェルミ液体のふるまいの実験的な確認としてよく用いられる。
またウムクラップ散乱を要求しない場合もある。
例えば補償された半金属の抵抗率は、電子とホールの相互の散乱のため、{\displaystyle T^{2}}のスケールをもつ。
これはBaber機構として知られる。

### 光応答
フェルミ液体理論によると、金属の光応答を支配する散乱率は温度の二乗に依存（直流抵抗の{\displaystyle T^{2}}依存）するだけでなく、周波数の二乗にも依存する。
これは、相互作用しない金属電子のドルーデモデルにおいて散乱率が周波数に対して一定であることと対照的である。
フェルミ液体の光学的ふるまいが実験的に観測されている材料として、Sr2RuO4の低温金属相がある。

## フェルミ液体の不安定性
強相関系におけるエキゾチック相の実験的な観測は、そのミクロな起源を理解しようとする理論家の莫大な労力の引き金となった。
フェルミ液体の不安定性を検出する１つの手段は、Pomeranchukによる解析である。 
そのためPomeranchuk不安定性はここ数年、異なる手法でいくつかの研究が成されており、特にフェルミ液体のネマティック相への不安定性はいくつかのモデルで調べられている。

## 非フェルミ液体
「非フェルミ液体」または「異常金属 (strange metal)」
という言葉が、フェルミ液体的ふるまいの消失を示す系で用いられる。
そのような系の最も簡単な例は、1次元の相互作用するフェルミ粒子系であり、ラッティンジャー液体と呼ばれる 。
ラッティンジャー液体は物理的にはフェルミ液体と似ているにもかかわらず、
1次元への制限によって運動量依存スペクトル関数に「準粒子ピーク」が無いこと、スピン-電荷分離、スピン密度波の存在などの定性的な違いが生じる。
1次元では相互作用の存在を無視できず、必ず非フェルミ理論的な取り扱いをしなければならない。ラッティンジャー液体はそのような理論の一つである。
1次元における小さな有限スピン温度では、系の基底状態はスピンインコヒーレントラッティンジャー液体（SILL）によって記述される。
そのような振る舞いの別の例は、重いフェルミ粒子やモット絶縁体の臨界現象、銅酸化物超伝導体相転移などの二次相転移の量子臨界点で観測される。
そのような転移の基底状態は、よく定義された準粒子が存在しないにも拘らず、シャープなフェルミ面の存在によって特徴づけられる。
すなわち臨界点に近づくと、準粒子留数（quasiparticle residue）{\displaystyle Z\to 0}が観測される。
非フェルミ液体のふるまいを理解することは物性物理学において重要な問題である。
これらの現象を説明するアプローチとして、「マージナルフェルミ液体」の取り扱い、臨界指数を理解しスケーリング則を導出する試み、ホログラフィックなゲージ/重力双対をもつ「創発的」ゲージ理論を用いた記述がある。